# フィンランドの歴史
フィンランドの歴史（フィンランドのれきし）では、フィンランドの歴史について記述する。

## 先史時代

### 石器時代
現在の北欧の全域は1万3000年前までの間は氷床が広がっていたが、ヴュルム氷期が終わって気温が上昇すると、氷が解けて海面が上昇すると共に氷河の重さに抑えられていた陸が隆起した。約9000年前、後にバルト海になるアンキュルス湖の東側へ南方や東方から人々が移動するようになり、狩猟や漁業を行った。
紀元前3300年頃にヴォルガ川周辺の文化が持ち込まれ、櫛目文土器を使い始めた。ウラル語族話者のフィン人の祖先はフィンランド湾の南に広がり、サーミ人の祖先は北へ分かれた。この頃から北ゲルマン語群話者の文化と交流が始まり、言語や文化に影響を受けた。
紀元前1500年頃に青銅器時代が始まるまでに南部や西部では農業が始まったが東部や北部では狩猟と漁業が中心のままだった。青銅器が伝わった頃のフィンランドの遺跡は少なく、サーミ人はアスベスト土器を用いた。

### 民族移動時代
5世紀から6世紀のフィンランドを前期民族移動時代と呼び、8世紀末までを後期民族移動時代として区分する。
後期民族移動時代には錫製装飾品で有名な「サーミの金属舞納遺構」がある。8世紀から11世紀にかけてスウェーデン、ノルウェー、デンマークに国が作られたが、フィン人もサーミ人も国を作る事はなかった。フィン人は大まかにスオミ、ハメーンリンナ、カレリア(Karelians)の3つのグループがあったが、政治的には十分にまとまっていなかった。この頃の主な産業は夏の農業（大麦、ライ麦）と冬の狩猟（テン、リス、ミンク）であった。後者の動物の毛皮は交易品として重用された。

## スウェーデンによる支配

### 北方十字軍

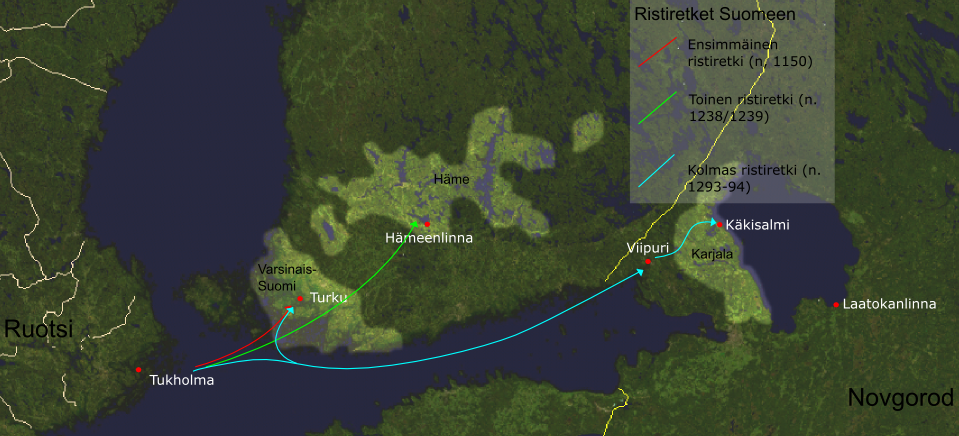
北方十字軍の進路。赤1150年スオミ族に対する制圧・緑1238年1239年ハメ族に対する制圧・青1293年-1294年カレリア族に対する制圧

キリスト教が広まる前のフィンランドでは北欧神話とは異なる多神教の信仰が存在した。西隣のスウェーデンは12世紀初めにキリスト教化し、スウェーデン王のエリク9世は1155年または1157年に北方十字軍を編成してトゥルクを中心とするフィンランド南西部を支配したとされる。しかし当時の史料は無く、短期間の武力行使とキリスト教の布教が行われたものの征服には至らなかったと推測されている。布教を行った司教ヘンリクは農民に殺害され、エリク9世と共に称えられた（cf. スカンディナヴィアのキリスト教化#フィンランド）。
北欧で最初にキリスト教化したデンマークは1191年から1202年の間、フィンランドやエストニアを攻撃した。1219年、デンマークはエストニアの拠点を攻略してタリンに城を築いた。フィンランドのトゥルクを中心とする地域はスウェーデンの勢力に入り、13世紀初めにカトリックの司教座が設置された。
ハメーンリンナを中心とする地域は西のトゥルクからのカトリックと東のノヴゴロド公国からの東方正教会の両方から布教を受けた。スウェーデンとノヴゴロドの間では12世紀から争いが続き（スウェーデン・ノヴゴロド戦争）、ロシア側の記録によれば1240年にネヴァ川でノヴゴロドのアレクサンドルがネヴァ河畔の戦いでスウェーデンに勝利した。スウェーデンは約9年後に反撃し、13世紀中頃までにはハメーンリンナはスウェーデンの支配下におかれた。13世紀末にスウェーデンはカレリアの西部を獲得し、ヴィープリにヴィボルグ城を建てた。1323年、オーレシェク講和条約によってカレリア地峡を分割する形でノヴゴロドとの境界線が定められた。
領土の確定で一定の安定を見た後、フィンランド人の地主、僧侶、官僚たちの自治集会が成立し、1362年にスウェーデン国王を選出する8つの地区の1つと認められた。彼らはスウェーデン人に同化されたが、フィンランド人の文化は、農民の間に遺された。この時代にスウェーデンから移住したスウェーデン人たちは、スウェーデン系フィンランド人と呼ばれ、19世紀初頭まで続く「スウェーデン＝フィンランド」を形成した。

### カルマル同盟
1397年にカルマル同盟が成立するとデンマークが統治に関与してスウェーデンからの圧力は減ったが、エリク7世による重税にスウェーデンもフィンランドも苦しんだ。スウェーデン王となったカール・クヌートソンは連合王の地位を巡ってクリスチャン1世と争い、カールの後を継いだ甥の大ステン・ストゥーレはスウェーデンの摂政を務めた。大ステン・ストゥーレは1471年にクリスチャン1世と戦って勝利し、1483年までにはフィンランドを支配した。
1507年にデンマークはオーランド諸島を攻略し、1509年にかけてポルヴォーやトゥルクを攻撃した。フィンランドの貴族や農民はストゥーレ一族に味方したが、1520年に小ステン・ストゥーレが戦死してスウェーデンは降伏した。勝利したクリスチャン2世がストックホルムの血浴と呼ばれる粛清を行うと、これに対抗してグスタフ・ヴァーサがダーラナで挙兵した。グスタフ・ヴァーサは1523年にスウェーデン王として選出され、リューベックの協力でデンマークを退けスウェーデンを独立させた。

### バルト帝国
1523年のスウェーデンの独立によりデンマーク人の勢力は後退した。グスタフ・ヴァーサ（グスタフ1世）は軍隊整備の制度改革を行い、国家財政のために増税とカトリック教会の財産の没収を行った。スウェーデンとフィンランドはルター派になり、教皇ではなく国王が司教を任命するようになった。フィンランド語による新約聖書などがアグリコラによって出版された。
タタールのくびきを脱したモスクワ大公国との国境争いは15世紀から継続していたが、16世紀初めには期限付きの停戦協定が結ばれた。グスタフ1世の後を継いだエリク14世の治世にはエストニアを巡ってデンマーク、ポーランドとの間で戦争となり、北方七年戦争が行われた。この頃のフィンランドの人口は約25万人でスウェーデンの約25%に相当したが、フィンランドの徴兵負担は他の地域より高かった。富裕農民は軍隊の為に騎手を用意することで徴兵を回避できた為、その他の農民に負荷が集まった。
税と徴兵の負担により、フィンランドの農民は棍棒戦争と呼ばれる内乱を起こしたが鎮圧された。三十年戦争、北方戦争でスウェーデンの勢力は拡大し、1658年にはロスキレ条約により最大版図となる領土を獲得した。フィンランド人の兵士は、三十年戦争で勇猛さを発揮し、「ポーランド軍にはタタール人（コサック）がいる様に、スウェーデン軍にはフィン人がいる」と言われ、恐れられたという。
17世紀後半に小氷河期が訪れ、フィンランドでは飢饉が発生した。1695年から1697年にかけて10万人以上が飢饉により死亡したと推定されている。スウェーデンは1700年に始まった大北方戦争に敗れ、1713年にフィンランドはロシアによって制圧された。1721年のニスタット条約によりフィンランドはスウェーデンへ返還されたが、バルト海沿岸の多くのスウェーデン領が失われた。フィンランドではこの戦争の間に約5万人が病気などによって死亡した。
1741年から1743年にかけて、スウェーデンがロシアとハット党戦争を行うとフィンランドは再びロシアに占領された。1743年のオーボ条約によってフィンランドはスウェーデンへ戻されたが、国境は変更されてロシアが西へ拡大した。
1788年にスウェーデンがロシアと第一次ロシア・スウェーデン戦争を開始すると、スウェーデンの貴族将校たちが国王に反してエカチェリーナ2世へ和平とロシアの協力の元でフィンランドの独立を求めるアニアーラ事件が起きた。計画は失敗し、スウェーデンとロシアの間の戦いは国境を変更せずに終わった。現代のフィンランドの歴史家は、これをロシア帝国の策略とする、愚かな犯罪的反乱予備罪だったと決定付けている。しかしこれはフィンランド人のナショナリズムの現われの一端ではあった。フィンランド人はその歴史上地理的に緩衝地帯としての役割を宿命付けられて来た。中世の初頭から冷戦終結後までフィンランド人は、スウェーデン人（西方教会、パン＝ゲルマン主義、資本主義）とロシア（正教会、汎スラブ主義、共産主義）との間の緩衝国であり、東西交流の窓口であった。

## フィンランド大公国

### ナショナリズム
1807年、ロシア皇帝アレクサンドル1世はティルジット条約においてナポレオンの対英大陸封鎖（大陸封鎖令）に参加する見返りとして、フィンランド領の獲得を承認させた。このため、1808年ロシア帝国はスウェーデン政府に宣戦布告（フィンランド戦争）、既にフィンランド人にはスウェーデン人に対する不満が渦巻いていたが、フィンランド軍は孤軍奮闘した。しかしスウェーデン軍は、ロシア軍に大敗すると算を乱して逃亡し、翌年の1809年春にロシア軍はフィンランドの全域を制圧した（フレデリクスハムンの和約、ハミナの和平）。アレクサンドル1世はフィンランド大公となり、フィンランドを立憲君主制の大公国とした（フィンランド大公国の成立）。内政はフィンランド人が担当し、公用語はスウェーデン語、後に待望のフィンランド語が追加された。開明的な啓蒙君主であったロシア皇帝アレクサンドル2世の下、「自由の時代」を謳歌し、フィンランド人の民族的基礎が着々と築かれていった。今でもフィンランド人はアレクサンドル2世を敬愛しており、その銅像とちなんで名付けられたアレクサンドル通りとが有名である。しかし文化も宗教も異質なロシア人に支配されることによって初めて自らのアイデンティティの問題に直面したのである。そして民族としての独立した精神は名実共に確立し、フィンランド文化も頂点に達するのである。民族叙事詩カレワラが出版されたのは1835年のことであった。「我々はスウェーデン人には戻れない。しかしロシア人にもなれない。そうだフィンランド人でいこう（Ruotsalaisia emme enää ole, venäläisiksi emme voi tulla; meidän täytyy olla suomalaisia.） 」と謳われたのはこの頃である。1848年のヨーロッパ革命（1848年革命）の年、デンマークで絶対王政は崩壊し、民主主義が成立すると、フィンランド人の間でも学生を中心に民主化運動とナショナリズムは高まりをみせ、学祭で「我等の地」が歌い上げられる。民主主義が浸透しつつある西側、絶対王政を崩さない東側という対比の下、フィンランド人の間に北欧への復帰の世論が強まっていくことにもなった（汎スカンディナヴィア主義）。

### ロシア化政策
ロシアはアレクサンドル2世が暗殺された後、次第に反動的になっていった。特に1871年に成立したドイツ帝国に動揺したロシアは、中央集権化を進めるために帝国内の各民族への統制を強めていくことになる。1894年の露仏同盟により露独関係の亀裂は決定的となり、ロシアは来たるべき対独戦争の準備のため強権化をエスカレートさせていった。そうしたものの一つとして1899年にニコライ2世が署名した二月詔書には「フィンランドの自治権廃止宣言」（ロシア化政策）が含まれており、フィンランド人の自治は剥奪され、フィンランド語も禁止され、公用語としてロシア語が強要された。20世紀に入るとロシア帝国内で各民族の民族意識が高まり、強権化によりかえって帝国内は混乱を極めていった。フィンランド人も民族意識に目覚め、ロシアへの反発を強めて行く。そして日露戦争の最中の1904年6月17日、フィンランド民族主義者オイゲン・シャウマンがフィンランド総督ニコライ・ボブリコフを暗殺するという事態に至る。日露戦争終了後、第一次ロシア革命が起こり、ロシア皇帝ニコライ2世は「フィンランドの自治権廃止宣言」を撤回した。
フィンランドは独立こそ果たせなかったが民主的な憲法を制定し、普通選挙法、女性参政権などが実現、総選挙により議院内閣制に基づく政府が発足する。選挙権拡大により、社民党が躍進した。しかし、世界は第一次世界大戦に至る緊迫感に包まれ、ロシアは再びフィンランドを弾圧し、政府は解散され憲法は停止される。自治と独立を望むフィンランド人は息の根を止められたかに見えた。この時代、フィンランドとロシアの政治的緊張は目に見えて高まったが、経済的にはロシア帝国を輸出先としてフィンランドは経済成長を遂げた。特に西側の最新技術を元に工業化を推進し、ロシア帝国に輸出する東西貿易の窓口として国力を充実させたのである。こうした発展は、後の独立のための基盤になった。

## フィンランド共和国

### 2度の世界大戦
ロシアの支配からの独立運動は日本が1904年日露戦争でロシアを破ったことなどから高まりを見せ、第一次世界大戦では、フィンランドはロシア軍の前哨基地となったが、職業軍人を除いて参戦する義務を負わず、国力を温存させた。1917年にロシア革命によりロシア帝政が倒されると、社民党は政権を奪取し、憲法を復活させた。ケレンスキーとの暗闘の後、社民党は下野し、有産階級の諸政党の連立政権が引き継いだ。ボリシェヴィキとの交渉が成立し、フィンランド人は独立を宣言した。しかし、労働者階級はソビエト連邦への参加を求めて蜂起し、内戦に突入する。両陣営の勢力は互角であり、労働者階級は都市部とくにヘルシンキに集中していた。1918年、赤軍がヘルシンキなど南部地域を掌握（フィンランド社会主義労働者共和国）したため、白軍はヴァーサへ逃れたが、ここで政府はマンネルヘイムを指揮官に任命し、ドイツ人・スウェーデン人も義勇軍を送った。白衛軍は勢力を取り戻し、タンペレの決戦で白軍が勝利した。余勢を駆って白軍はカレワラ発祥地、カレリアに出兵。この是非を巡り連立政権は王党派と共和派に分裂した。王党派（保守党、スウェーデン人民党）は、ドイツ帝国に接近して王国の樹立を画策、ヴィルヘルム2世の義弟ヘッセン・カッセル方伯フリードリヒ・カールを国王に選出しフィンランド王国を成立させた。しかしドイツは第一次世界大戦に敗れ、ドイツ革命によって帝政が崩壊。総選挙で共和派（農民党、自由党）と社民党が大勝すると、フィンランドは共和国としてパリ講和会議で認知された（ヨーロッパにおける民族自決）。1921年にスウェーデン人が多数を占めるオーランド諸島がスウェーデン王国との領有権問題に発生すると、両国の交渉により国際連盟に裁定が委ねられた。この結果、オーランド諸島は、フィンランドに属する自治領となった。オーランド諸島は、現代においてもスウェーデンとの重要な窓口の一つである。
第二次世界大戦では、ソビエト連邦と2度に渡って戦い、その結果カレリア地峡やペッツアモを失い、多額の賠償金を負った（ソ芬戦争。第1次は冬戦争、第2次は継続戦争と呼ばれる）。この時フィンランドは、スウェーデンに助力を求めたが、中立主義をとられ、やむなくナチス・ドイツに接近した。第二次世界大戦でのドイツの敗北と同じくしてフィンランドも敗戦国となり、ソ連から戦争犯罪に問われることになった。

### 冷戦と現代
ソ連からの圧力に屈し、マーシャル・プランを拒絶せざるを得なかったが、戦後のフィンランドは独自の努力と中立国スウェーデンからの援助によって復興へ邁進することとなった。1952年、ヘルシンキオリンピックを開催した。同年に対ソ賠償を完済し、財政的な負荷がなくなったため、急速に福祉国家建設へ邁進することとなる。外交面においては冷戦時代は、北大西洋条約機構（NATO）にもワルシャワ条約機構にも加盟せず、中立を貫きノルディックバランスを構成する。しかし共産主義勢力のクーデター騒ぎやソ連の度重なる内政干渉に動揺し、国内政情に不安定な要素を提供することになった。そのため、長い間対ソ批判はタブー化された。政府もソ連の干渉を未然に防ぐために親ソとも言えるような言動を繰り返し、かくして「フィンランド化」という言葉まで生まれた。しかしそれは、フィンランド自身の独立維持へのすさまじいまでの努力の結果であった。賠償金の支払いに工業製品の代物弁済を求められたフィンランドであったが、このことは、フィンランド製品がソ連など東側諸国への進出をもたらし、フィンランドを先進国へと昇華させるきっかけにもなった。また、その賠償のための搬送ルートを東側への拡販ルートとして流用し、東西貿易の窓口として莫大な利益を上げることとなる。福祉国家戦略の優越性と相まって、人口1人当たりGDPは、他の北欧諸国とともに世界一になった。
その後冷戦の終わりと共に囚われの鎖から解き放たれたが、既にソ連は最大の貿易相手国であり、経済的なパートナーとしてなくてはならない存在であった。それゆえソ連崩壊後、政治的な自由とは裏腹に経済的な苦境に見舞われた。GDPは約4割も減少し、財政赤字を増大させたのである。そのため、経済的な便益を求めて1995年にスウェーデンと共に欧州連合に加盟した。欧州連合に加盟したことで、欧州連合諸国や北欧諸国との政治・経済は密接となった。情報通信産業に活路を見出したフィンランドは国家を挙げてIT革命に邁進し、21世紀初頭の現在、北欧諸国とともに世界トップグループの一員となった（世界経済フォーラム調査）。

### 2022年のロシアとの関係
2022年ロシアのウクライナ侵攻が始まると、フィンランドは長年にわたるロシアとの友好、中立関係を見直し、NATO加盟申請に向けて方向転換を図った。
2022年9月にロシア国内で部分的な動員令が発せられると、動員対象者を含むロシア人がフィンランド国内に流入。同年9月30日、フィンランドはロシア国民が観光ビザで入国することを禁止した。